# Orectognathus

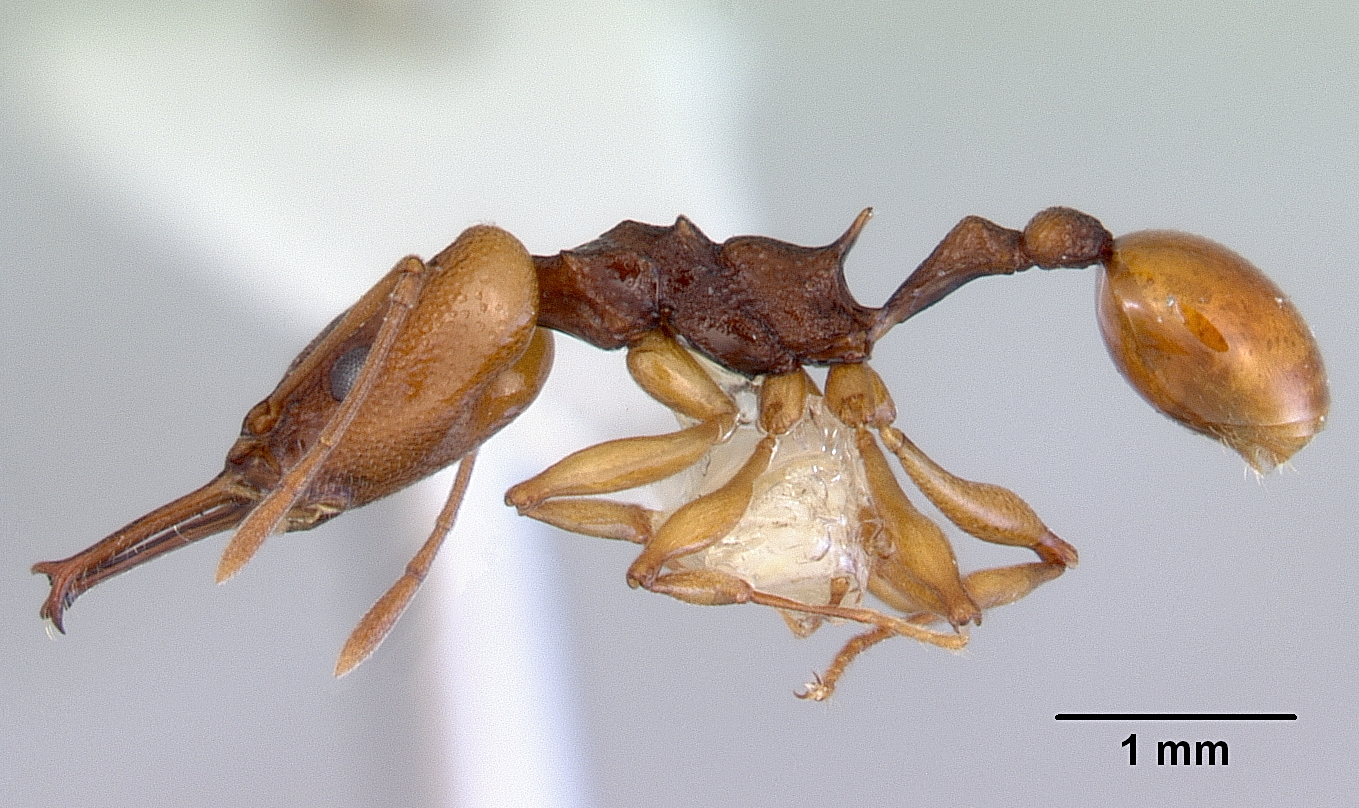
Муравей Orectognathus antennatus

Orectognathus (лат.) — род тропических муравьёв трибы Attini из подсемейства Myrmicinae (ранее в составе трибы Dacetini).

## Распространение
Австралия, Новая Зеландия, Новая Каледония.

## Описание
Мелкого размера, длиной около 5 мм. Окраска светло-коричневая. Голова сердцевидная с длинными мандибулами (с 2—3 апикальными зубцами), раскрывающимися на 170 градусов. Усики 5-члениковые, нижнечелюстные щупики из 5, а нижнегубные из 3 члеников.
Диплоидное число хромосом у исследованных видов от 22 до 30: Orectognathus clarki (2n = 30), Orectognathus darlingtoni (2n = 22), Orectognathus versicolor (2n = 22).

## Систематика
Около 30 видов. Более ста лет род Orectognathus все систематики включали в состав трибы Dacetini. В 2014 году Orectognathus был включён в состав расширенной трибы Attini, где его выделяют в отдельную родовую группу Daceton genus-group, более близкую к муравьям-грибководами из Attini s.str. (в старом узком составе).
- Orectognathus alligator Taylor, 1980
- Orectognathus antennatus Smith, F. 1853 typus[1]
- Orectognathus biroi Szabo, 1926
- Orectognathus chyzeri Emery, 1897
- Orectognathus clarki Brown, 1953
- Orectognathus coccinatus Taylor, 1980
- Orectognathus csikii Szabo, 1926
- Orectognathus darlingtoni  Taylor, 1977
- Orectognathus echinus  Taylor & Lowery, 1972
- Orectognathus elegantulus  Taylor, 1977
- Orectognathus horvathi  Szabo, 1926
- Orectognathus howensis  Wheeler, 1927
- Orectognathus hystrix  Taylor & Lowery, 1972
- Orectognathus kanangra  Taylor, 1980
- Orectognathus longispinosus  Donisthorpe, 1941
- Orectognathus mjobergi  Forel, 1915
- Orectognathus nanus  Taylor, 1977
- Orectognathus nigriventris  Mercovich, 1958
- Orectognathus parvispinus  Taylor, 1977
- Orectognathus phyllobates  Brown, 1958
- Orectognathus robustus  Taylor, 1977
- Orectognathus roomi  Taylor, 1977
- Orectognathus rostratus  Lowery, 1967
- Orectognathus sarasini  Emery, 1914
- Orectognathus satan  Brown, 1953
- Orectognathus sexspinosus  Forel, 1915
- Orectognathus szentivanyi  (Brown, 1958)
- Orectognathus velutinus  Taylor, 1977
- Orectognathus versicolor  Donisthorpe, 1940